# Палаццо Пандольфини
Палаццо Пандольфини (итал. Рalazzo Pandolfini) — одно из самых красивых зданий Флоренции в стиле позднего Возрождения, расположенное в северной части города на Виа Сан-Галло, 74, с видом на улицу Сальвестрина и входом в сад с улицы Виа Кавур, 79.

## История здания
Ранее в этом районе города, считавшемся сельскохозяйственной окраиной, находился старинный бенедиктинский женский монастырь Святого Сильвестра (San Silvestro). Он пребывал в столь бедственном положении, что в 1447 году, перейдя к монахам Монтесенарио, был сдан в аренду как «дом с огородом» (una casa con orto) Джаноццо Пандольфини, епископу Трои (в Апулии). Пандольфини по происхождению был флорентийцем и, привязанный к этому месту, использовал свой личный престиж, чтобы получить от папы Льва X во время его визита во Флоренцию в 1515 году буллу, позволяющую ему продать церковное имущество при условии сохранения освящённого места молельни, которая была включена в новое здание как частная капелла.
Рафаэль Санти, как сообщает Джорджо Вазари, по личной просьбе Пандольфини, который познакомился с выдающимся художником в Риме, на строительстве базилики Святого Петра, получил заказ на разработку проекта здания (вероятно, между 1513 и 1514 годами). Дружба Пандольфини с папой, зародившаяся во Флоренции, когда папа из рода Медичи был ещё кардиналом, помогала в предприятии. Строительство началось в 1516 году.
Рафаэль, однако, не мог приехать во Флоренцию, чтобы следить за работой, поэтому он поручил надзор за строительством своему помощнику Джованфранческо да Сангалло (Giovanfrancesco da Sangallo). В 1525 году Джаноццо Пандольфини умер, оставив дворец в наследство своему племяннику Фердинандо (или Феррандо), который в 1522 году также получил должность епископа Трои. Когда архитектор Сангалло умер в 1530 году во время осады Флоренции, работы временно остановились, а затем возобновились с назначением главным архитектором его брата Бастиано по прозванию Аристотель да Сангалло (1481—1551), который и построил здание следуя проекту Рафаэля.
Палаццо Пандольфини было знаменито во Флоренции своим садом с мраморными статуями и фонтаном, подаренными владельцам папой Львом X. Поэт Бенедетто Вариченсио в 1525 году писал о тенистом саде, украшенном фонтаном, с лужайкой и апельсиновыми деревьями. В начале девятнадцатого века ещё сохранялась обстановка итальянского сада, разделённого на две четырёхугольные части. Чаша с херувимом, соединявшая две части, теперь находится в вестибюле здания. В «большом» саду, разделенном на четыре клумбы, в центре был искусственный пригорок с кедровыми и лимонными деревцами, шпалерами виноградных лоз. Сад был изменён в начале XIX века по новой «английской» моде. В застеклённой лоджетте был создан зимний ботанический сад с редчайшими образцами растений, в том числе оранжереей для выращивания орхидей.
Фердинандо Пандольфини скончался в 1560 году, но дворец остался в собственности семьи, которой он принадлежит по настоящее время. В 1620 году сенатор Филиппо Пандольфини перестроил и расширил сад, купив некоторые соседние владения.
В конце 1700 года так называемая «ветвь Палаццо» семьи Пандольфини продолжилась благодаря Элеоноре, дочери Аньоло Пандольфини, усыновившей своего племянника Алессио Хитрофа. Именно она организовала сад в соответствии с романтической модой на «английские сады» того времени и построила оранжерею для хранения коллекций декоративных растений зимой. С ней во дворце были возобновлены традиционные встречи художников и писателей, как это было в эпоху Возрождения.
В период 1870—1885 годов архитектор Чезаре Фортини проводил реконструкцию здания. В 1901 году здание было включено в список памятников национального художественного наследия. Реставрация фасадов осуществлялась в середине XX века.

## Архитектура
Палаццо Пандольфини отражает актуальные для Тосканы того времени «реминисценции римской архитектуры». Оно представляет собой характерный образец римского палаццо с рустовкой, архитектоническими наличниками окон с лучковыми и треугольными фронтонами. Однако палаццо приспособлено к местным условиям. Об этом свидетельствует сильно выступающий карниз, небольшие размеры (здание имеет два этажа). Стены сложены из светлого известняка пьетра-серена (pietra serena), в то время как главный фасад, выходящий на Виа Сан-Галло, оштукатурен и окрашен светлой охрой, ордерные детали «проявляются» натуральным цветом серого камня.
Несмотря на сложности строительства, Палаццо Пандольфини рассматривается в истории архитектуры в качестве важного памятника творчества Рафаэля-архитектора. Рафаэль в течение без малого четырёх лет (1504—1508) жил и работал во Флоренции. Именно в этом городе он изучал творчество архитекторов Филиппо Брунеллески и Леона Баттисты Альберти, встречался Джулиано да Сангалло и его младшим братом Антонио да Сангалло Старшим.
И. А. Бартенев писал, что Палаццо Пандольфини представляет «исключительный интерес». Оно «являет собой исключение из традиций флорентийского зодчества. Своеобразие его прежде всего в том, что оно, примыкая к саду, не имеет обычного замкнутого двора, а открыто к зелени трёхчастной лоджией. Здание двухэтажное, что тоже необычно… Сооружение это, наряду с римским Палаццо Фарнезе Антонио Сангалло Младшего, строившимся в эти же годы, явилось образцом городского особняка-дворца, фасад которого решается особыми средствами… Здесь ордер как организующее фасад начало отсутствует (его роль ограничена только участием в наличниках окон), стена — гладкая, значение руста также минимально».
Фриз, опоясывающий здание, имеет надпись, посвящённую папам Льву X и Клименту VII, в знак благодарности за многочисленные милости, полученные семьёй Пандольфини: «Iannoctius Pandolfinius. Eps. Troianus / Leonis X et Clementis VII Pont. Max. Beneficiis Auctus / A Fundamentis Erexit An. Sal. M.D.XX. / Alexius Pandolfinius restauravit An. Sal. MDCCCLXXV» (Иннокентий Пандольфиний. Эпс. Троян / Лев X и Климент VII Понт. Макс. Бенефициус актус / Возведено в 1520 / Алексиус Пандольфиниус восстановил в 1875).
Внутренний, садовый фасад украшает лоджетта, ранее она представляла собой оригинальный вход в здание. Ныне застеклена. Многие предметы мебели и убранства интерьеров сохранились с XVI века.